# Röbel
Röbel é uma cidade da Alemanha localizada no distrito de Mecklenburgische Seenplatte, estado de Mecklemburgo-Pomerânia Ocidental.
É membro e sede do Amt de Röbel-Müritz.